# Viktor Hurr
Viktor Hurr (* 1949 in Stalinogorsk, Sowjetunion, jetzt Nowomoskowsk) ist ein russlanddeutscher Maler, der in seinen Werken überwiegend die Repression der deutschen Minderheit in der UdSSR darstellt.

## Leben
Hurr ist Nachkomme einer deutschen Winzerfamilie, die sich um 1816/17 aus dem heutigen Baden-Württemberg (Raum Reutlingen) auf den Weg ins Russische Reich machte. Bis zum Zweiten Weltkrieg waren seine Vorfahren im Kaukasus ansässig. 1941 kam es zur Zwangsumsiedlung in die Kasachische SSR und darauffolgend ins Arbeitslager. Viktor Hurrs Vater landete als Arbeiter in einer Kohlengrube in Stalinogorsk bei Moskau, wo er seine Frau kennenlernte. Die beiden Russlanddeutschen kamen bald wieder nach Kasachstan in die Stadt Karaganda. Als die deutsche Minderheit mehr Bewegungsfreiheit bekam, siedelten die Eltern aufgrund der erträglicheren Klimabedingungen in die Usbekische SSR um. Von den Großeltern erlernte Viktor Hurr die deutsche Sprache in schwäbischer Mundart.
Von 1956 bis 1966 besuchte Hurr die Allgemeinbildende Schule in Karaganda. Danach erfolgte der Umzug in das usbekische Angren bei Taschkent. An der Moskauer Kunstvolkshochschule erhielt Hurr 1967 bis 1969 per Fernstudium seine künstlerische Ausbildung als Grafiker und Aquarellmaler; als Bildhauer und Kunstlehrer an der Kunstschule von Taschkent in Usbekistan von 1970-1974. Hurr arbeitet an seinen Werken vorzugsweise mit Öl, obwohl er auch Zeichnungen, Aquarelle und Collagen herstellt. Als Quellen für die Hauptthematik seiner Bilder gibt er die Erinnerungen der älteren russlanddeutschen Generation wie auch die Literatur an.  Hurr besucht ebenso historische Orte, recherchiert in Bibliotheken und Forschungsstandorten.
Im Jahre 1994 verließ der freischaffende Künstler Usbekistan und kam nach Osnabrück. Von 1977 bis 2006 war er Kunstdozent bei BISOS e.V. und dem Neubürger e.V. in Osnabrück, in welcher Zeitspanne er auch Einzel- wie Gemeinschaftsausstellungen, u. a. in Taschkent, Sankt Petersburg, Moskau, Kiew, Oldenburg und Pforzheim verzeichnete.
Viktor Hurr ist verheiratet und hat zwei Töchter, die in der Grafikdesign-Branche arbeiten. Seine Frau Nina ist ebenfalls als Künstlerin tätig.